# Rio Grande do Sul
Rio Grande do Sul is een van de 26 deelstaten van Brazilië.
De staat met de standaardafkorting RS beslaat een oppervlakte van ca. 281.730 km² en ligt in de regio Zuid. Rio Grande do Sul grenst aan de Atlantische Oceaan in het zuidoosten, Uruguay in het zuidwesten, Argentinië in het noordwesten en de deelstaat Santa Catarina in het noordoosten. In 2017 had de staat 11.322.895 inwoners. De hoofdstad is Porto Alegre. Een inwoner van Rio Grande do Sul noemt men een Gaúcho en de staat heeft ook een Gaucho-cultuur zoals in de buurlanden.
In de staat wonen vele afstammelingen van Italiaanse en Duitse immigranten. Dit is vaak terug te zien in plaatsnamen als São Leopoldo, Novo Hamburgo, Nova Hartz, Morro Reuter (Duits) en Garibaldi (Italiaans).
De staat heeft 5,4% van de Braziliaanse bevolking en produceert 6,6% van het BBP van het land.

## Belangrijke steden
In orde van grootte:
| Stad                                            | Inwoners  |
| ----------------------------------------------- | --------- |
| Porto Alegre                                    | 1.484.941 |
| Caxias do Sul                                   | 483.377   |
| Pelotas                                         | 344.385   |
| Canoas                                          | 343.853   |
| Santa Maria                                     | 278.445   |
| Gravataí                                        | 275.146   |
| Viamão                                          | 253.717   |
| Novo Hamburgo                                   | 249.508   |
| São Leopoldo                                    | 230.914   |
| Rio Grande                                      | 209.378   |
| Alvorada                                        | 208.177   |
| Passo Fundo                                     | 198.799   |
| Sapucaia do Sul                                 | 139.476   |
| Uruguaiana                                      | 129.784   |
| Santa Cruz do Sul                               | 127.429   |
| Cachoeirinha                                    | 127.318   |
| Bagé                                            | 122.209   |
| Bento Gonçalves                                 | 115.069   |
| Erechim                                         | 103.437   |
| Guaíba                                          | 99.334    |
| Bron: (pt) IBGE - Populatie volgens census 2017 |           |

## Bestuurlijke indeling
De deelstaat Rio Grande do Sul is ingedeeld in 7 mesoregio's, 35 microregio's en 497 gemeenten.

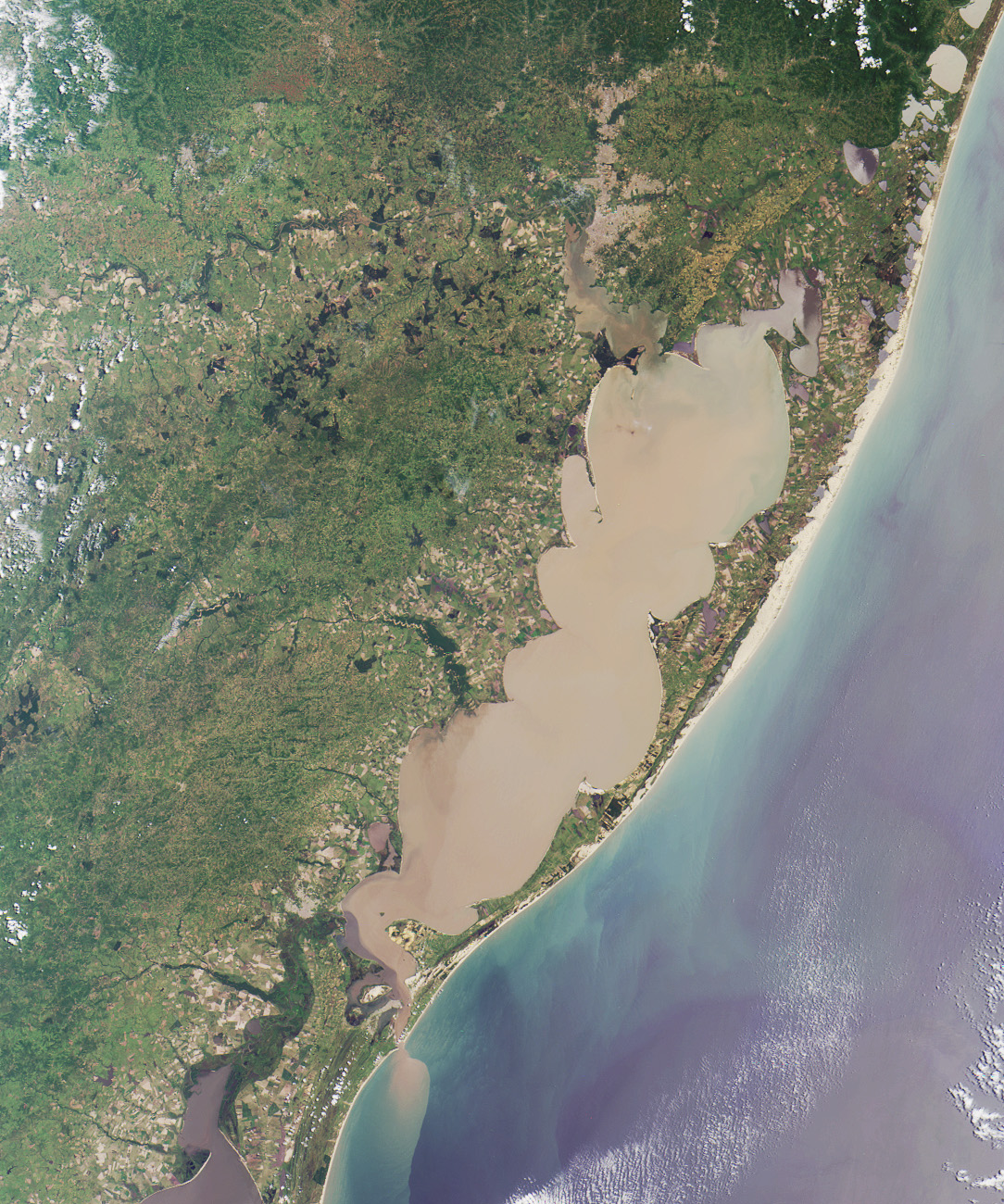
Een deel van de kust van Rio Grande do Sul, met het duidelijk zichtbare Lagoa dos Patos

## Economie

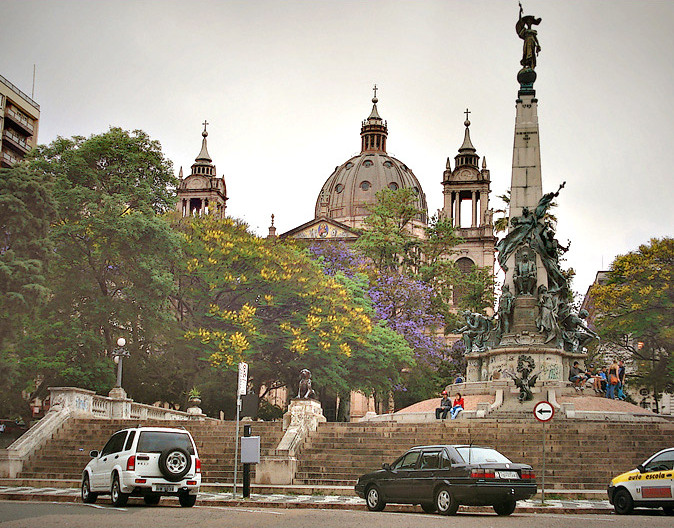
Porto Alegre, de hoofdstad van Rio Grande do Sul

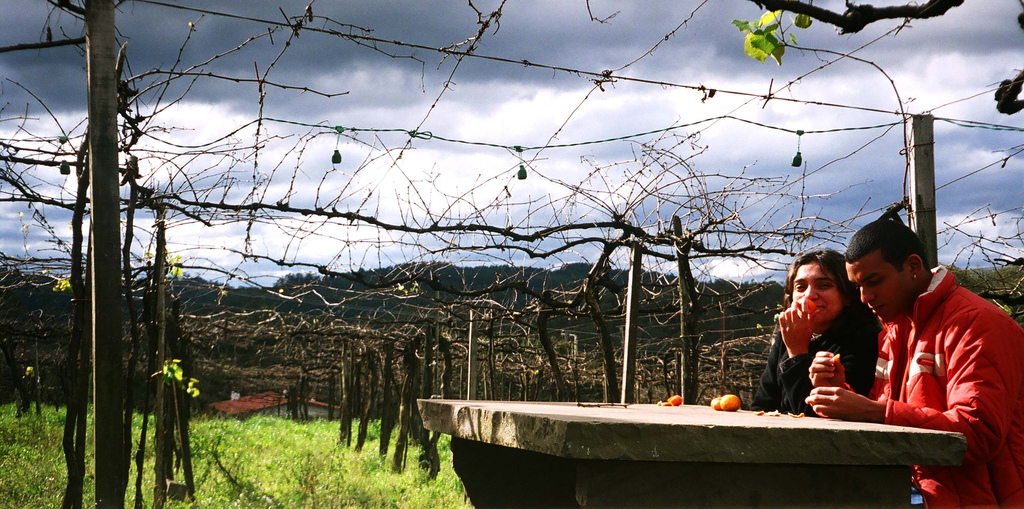
Wijngaard in Rio Grande do Sul

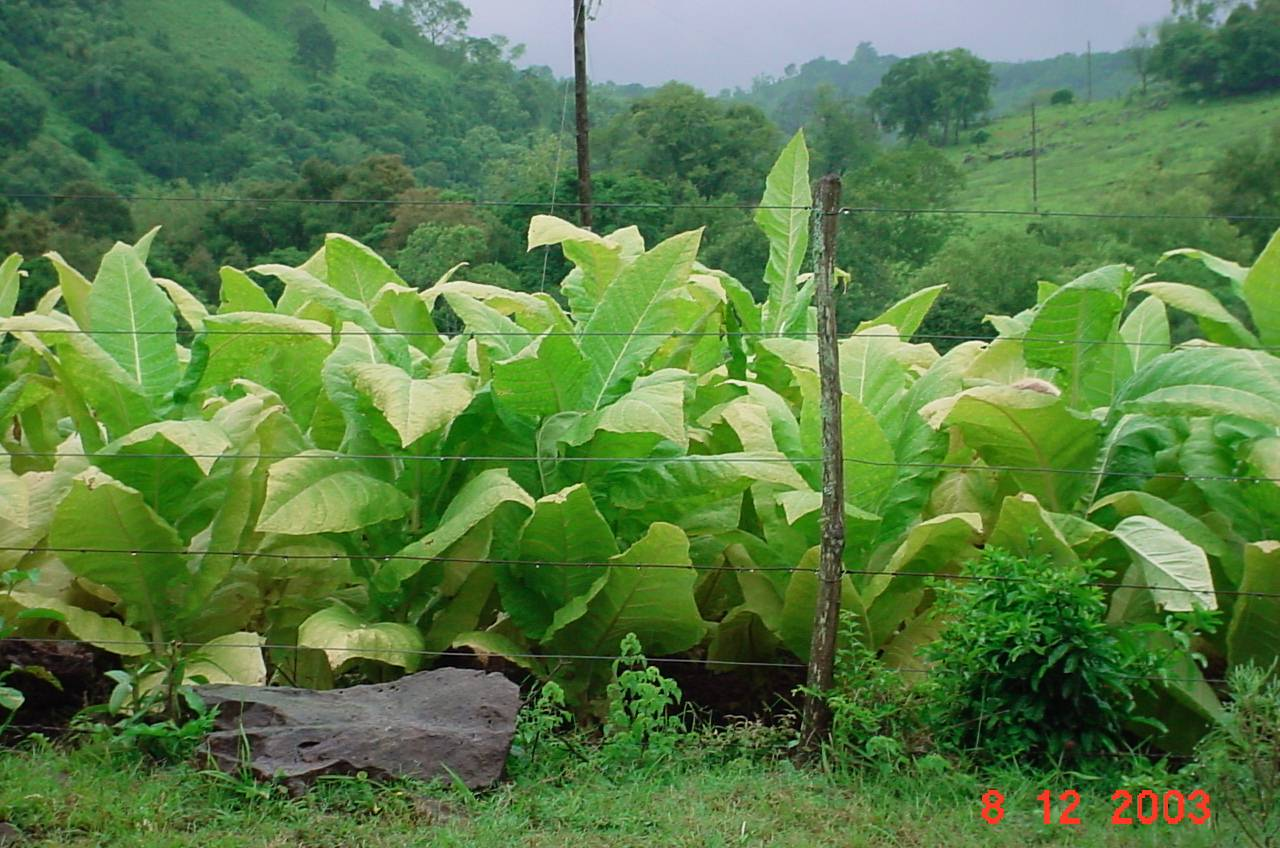
Tabak in Rio Grande do Sul

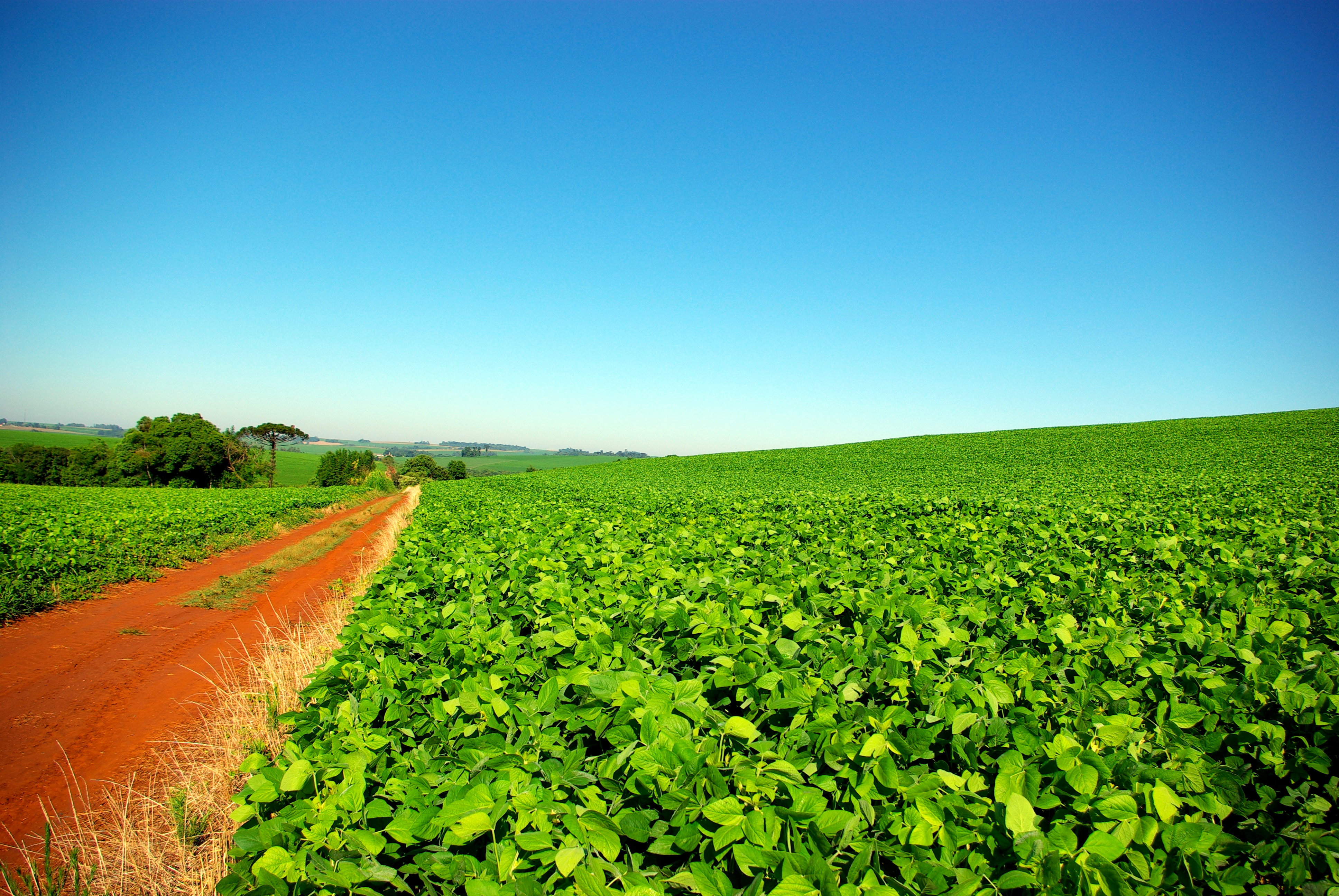
Sojaplantage in Rio Grande do Sul

De industriële sector is met 43% de grootste component van het bbp, gevolgd door de dienstensector met 41%. Landbouw vertegenwoordigt 16% van het BBP (2004). Rio Grande do Sul export: schoeisel 18%, sojabonen 14%, tabak 13,6%, voertuigen 8%, bevroren vlees 7,2%, chemicaliën 6,8% en leer 5% (2002).
Aandeel van de Braziliaanse economie: 7% (2005).
Rio Grande do Sul, een van de meest welvarende Braziliaanse staten, staat vooral bekend om zijn graanproductie, wijnbouw, veeteelt, en om zijn aanzienlijke industriële productie.
In 1827 ontdekten emigranten uit Idar-Oberstein 's werelds belangrijkste agaat deposito in Rio Grande do Sul. Al in 1834 was de eerste levering van agaat uit Rio Grande do Sul gedaan aan Idar-Oberstein. De Braziliaanse agaat vertoonde zeer gelijkmatige lagen, veel gelijkmatiger dan die in de lokale agaten. Dit maakte ze vooral geschikt voor het maken van gegraveerde edelstenen.
In de landbouw valt de staat op door de productie van sojaboon, maïs, tarwe, rijst, tabak, druif, appel, cassave en yerba mate, naast het produceren van haver, gerst, sinaasappel, perzik, vijg, mandarijn, persimmon en aardbei.
In 2020 produceerde de Regio Zuid 32% van het nationale totaal aan granen, groenten en oliehoudende zaden. Er was 77,2 miljoen ton, de tweede plaats in Brazilië, en verloor alleen aan het middenwesten. Rio Grande do Sul (14,3%) was de op twee na grootste producent van het land.
Rio Grande do Sul is de grootste producent van rijst in het land, met 70,5% van de Braziliaanse productie, bijna 7,3 miljoen ton in 2020. Het is ook de grootste producent van tabak in Brazilië, en is de grootste exporteur ter wereld. Brazilië is de op een na grootste producent ter wereld en leider in de export van tabak sinds de jaren negentig, waarbij 98% van de Braziliaanse productie plaatsvindt in de regio Zuid. De staat is verantwoordelijk voor 90% van de nationale productie van druif en produceert 90% van de in het land geproduceerde wijn, 85% van de mousserende wijn, en 90% van het druivensap, voornamelijk in het gebied van Caxias do Sul en omgeving: 664,2 duizend ton druiven in 2018.
In sojaboon is Rio Grande do Sul de derde grootste producent van het land, met ongeveer 16% van de nationale productie. Het produceerde 19,3 miljoen ton. In 2017 was het ook de derde grootste producent van maïs (Brazilië is de derde grootste maïsproducent ter wereld, met 82 miljoen ton).
Rio Grande do Sul is ook de grootste nationale producent van tarwe, met 2,3 miljoen ton in 2019. De regio Zuid is ook de grootste producent van haver in Brazilië. In 2019 bedroeg de nationale productie bijna 800 duizend ton, bijna allemaal in het zuiden (Paraná en Rio Grande do Sul).
De drie zuidelijke staten van het land zijn verantwoordelijk voor 95% van de nationale productie van appel, en Santa Catarina staat bovenaan de productielijst in een dispuut met Rio Grande do Sul. Rio Grande do Sul oogst 45% van de Braziliaanse appelen en is de grootste exporteur van appelen in het land. De regio in de buurt van Vacaria is het hoogtepunt: het concentreert 88% van de staatsproductie en 37% van de nationale productie.
In de productie van cassave produceerde Brazilië in 2018 in totaal 17,6 miljoen ton. De staat was de vierde grootste producent van het land, met bijna 1 miljoen ton.
Ongeveer sinaasappel, Rio Grande do Sul was de 5e grootste producent in Brazilië in 2018, met een totaal van 367 duizend ton.
Rio Grande do Sul is de grootste producent van perziken in Brazilië, met de helft van het volume dat in 2018 in Brazilië werd geoogst. Het is ook de grootste producent van vijg in het land, volgens gegevens uit 2018. In 2018 was Rio Grande do Sul de derde grootste producent van mandarijn in Brazilië. Rio Grande do Sul is ook verantwoordelijk voor 19% van de Braziliaanse productie van persimmon, aangezien het de op een na grootste nationale producent is. In 2019 was er in Brazilië een totaal productiegebied van ongeveer 4 duizend hectare aardbei. Rio Grande do Sul was de derde grootste producent.
In 2019 produceerde Brazilië jaarlijks ongeveer 900 duizend ton yerba mate. Paraná is de grootste producent in volume en Rio Grande do Sul in plantagegebieden (en waar de sector meer geïndustrialiseerd is). Volgens gegevens van 2017 oogstte Paraná 301 duizend ton yerba mate door extractiemethode, terwijl Rio Grande do Sul 17 duizend ton oogstte. Aan de andere kant, terwijl de gaucho's 302 duizend ton geplant gras oogstten, oogstten de Paraná 237 duizend ton met deze methode. Het productiepotentieel van yerba mate wordt in Brazilië nog weinig onderzocht, met een groot deel van de oogst die wordt gerealiseerd door het extractiesysteem en met een lage productiviteit. Veel nieuwe producenten passen echter professionelere en efficiëntere productiesystemen toe, met een technisch scherp management en een geglobaliseerde marktvisie. Dit heeft de neiging om de export van dit product in Brazilië te vergroten.

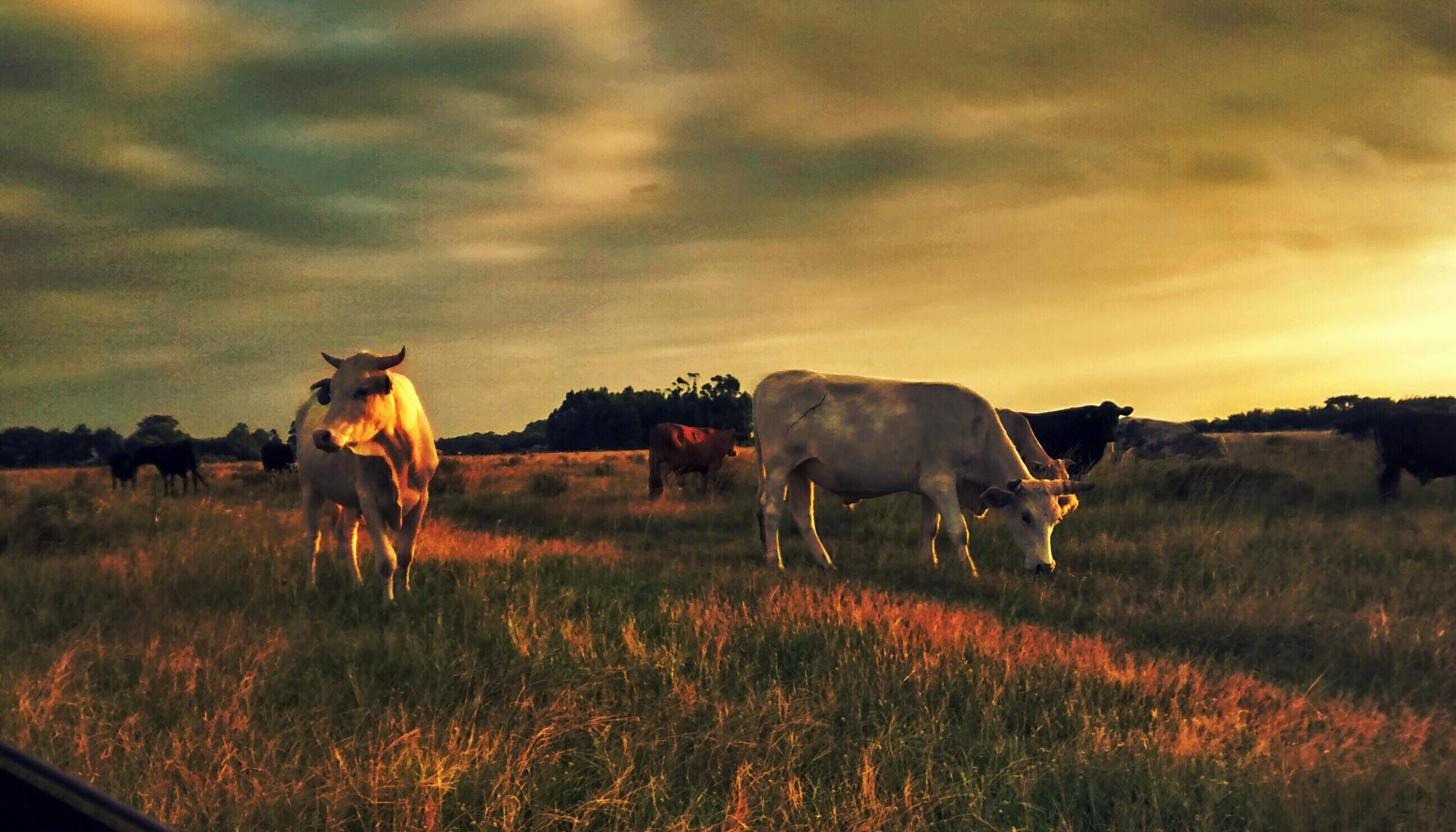
Vee in Rio Grande do Sul

In 2018 bedroeg de kudde vee van de staat 12,5 miljoen stuks, de 7e plaats in het land, 6,5% van de kudde van Brazilië.
In 2019 produceerde Rio Grande do Sul in totaal 4,5 miljard liter melk, waarmee het de derde grootste producent van het land is, met 13,0% van het totaal van het land.
In schapenhouderij was de regio Zuid in 2017 de op een na grootste van het land, met 4,2 miljoen stuks. Rio Grande do Sul heeft 94% van de wol productie van het land.
In varkensvlees zijn de drie zuidelijke staten de grootste producenten van het land. Brazilië had 41,1 miljoen inwoners in 2017. Rio Grande do Sul (14,6%) is de derde grootste producent.

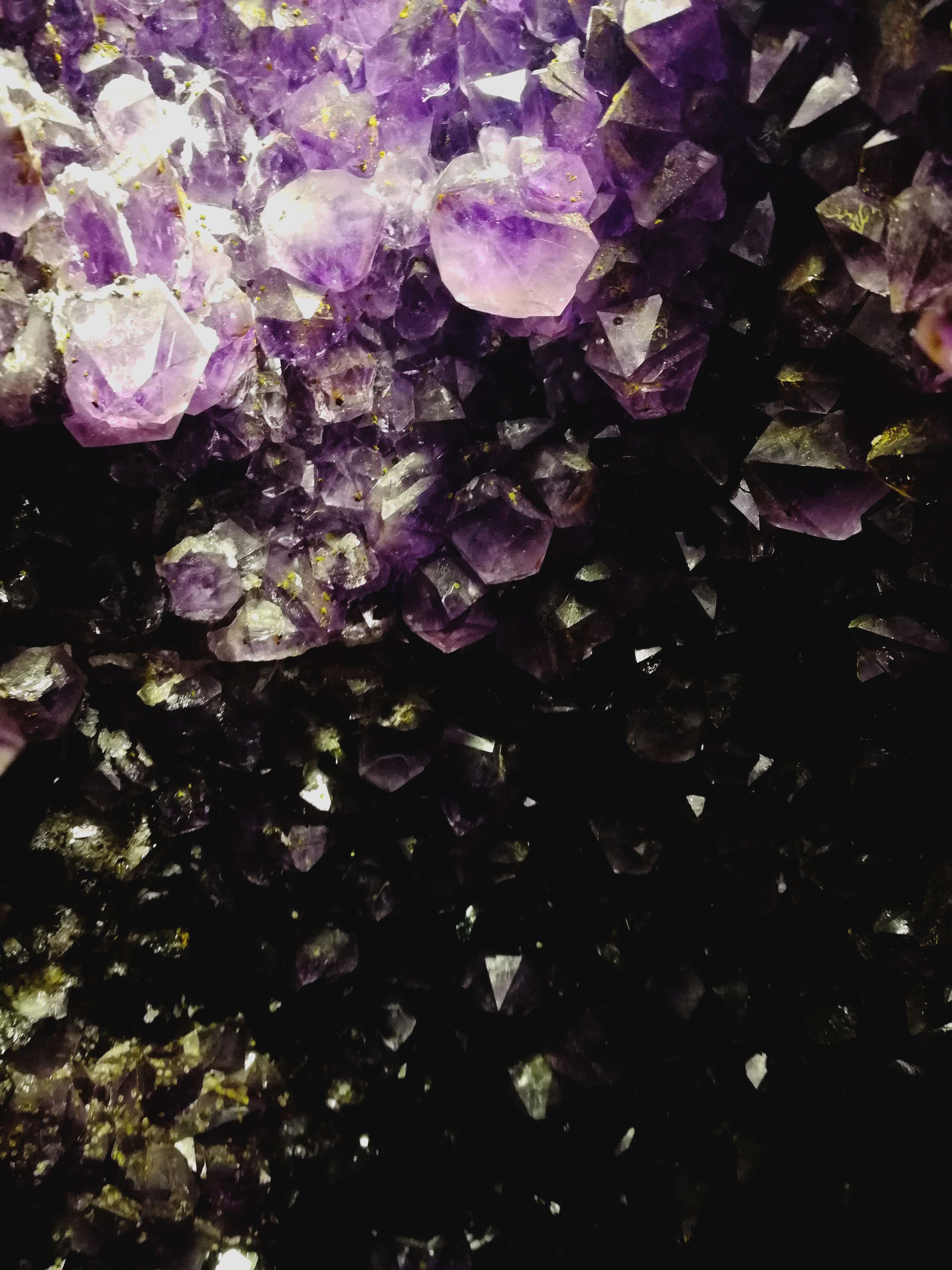
Amethistmijn in Ametista do Sul

De Braziliaanse pluimvee kudde, in 2018, bedroeg in de orde van grootte van 1,5 miljard stuks. In 2017 waren Paraná (25,3%), São Paulo (14,0%) en Rio Grande do Sul (11,0%) de belangrijkste pluimveeproducerende staten in Brazilië. In termen van kippen waren er in 2017 242,8 miljoen stuks in het land. Van de staten die de grootste producenten waren, leidde São Paulo met 21,9%, gevolgd door Paraná (10,1%) en Rio Grande do Sul (8,8%). Bij de productie van kip en eieren staat de staat op de vijfde plaats in Brazilië, met 8% van de nationale productie. In 2018 waren dat er 354 miljoen dozijn.
De regio Zuid was in 2017 de belangrijkste producent van honing in het land, goed voor 39,7% van het nationale totaal. Rio Grande do Sul was de grootste producent van het land, met 15,2%.
Wat de mijnbouw betreft, is de staat een belangrijke producent van edelstenen. Brazilië is 's werelds grootste producent van amethist en agaat, en Rio Grande do Sul is de grootste producent van het land. Agaat wordt sinds 1830 lokaal gewonnen. De grootste producent van amethist in Brazilië is de stad Ametista do Sul. Deze steen was wereldwijd zeer zeldzaam en duur, tot de ontdekking van grote afzettingen in Brazilië, waardoor de waarde ervan aanzienlijk daalde. Er zijn ook enkele jaspis en opaal in de staat.

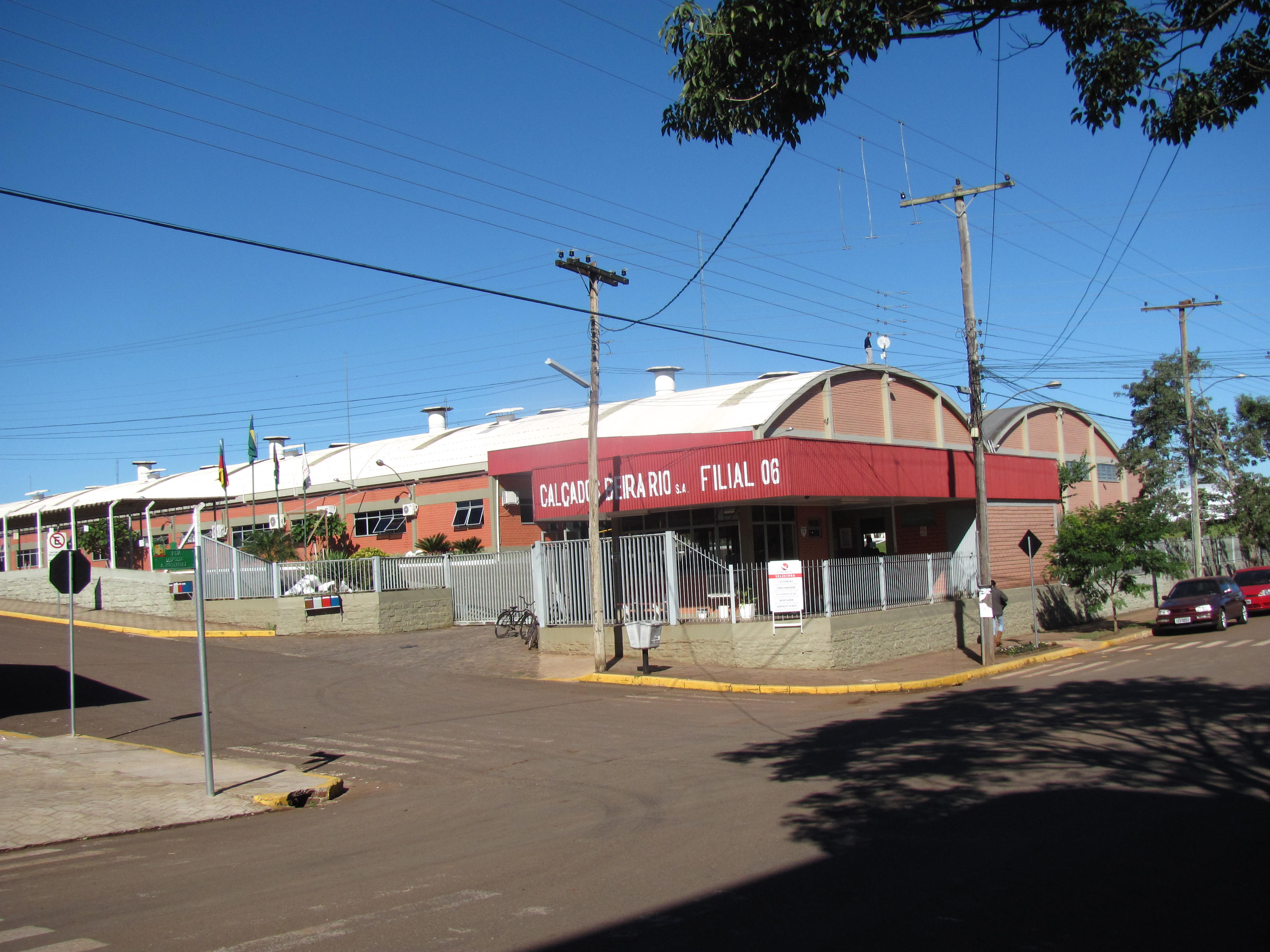
Beira Rio-schoenen, in Mato Leitão

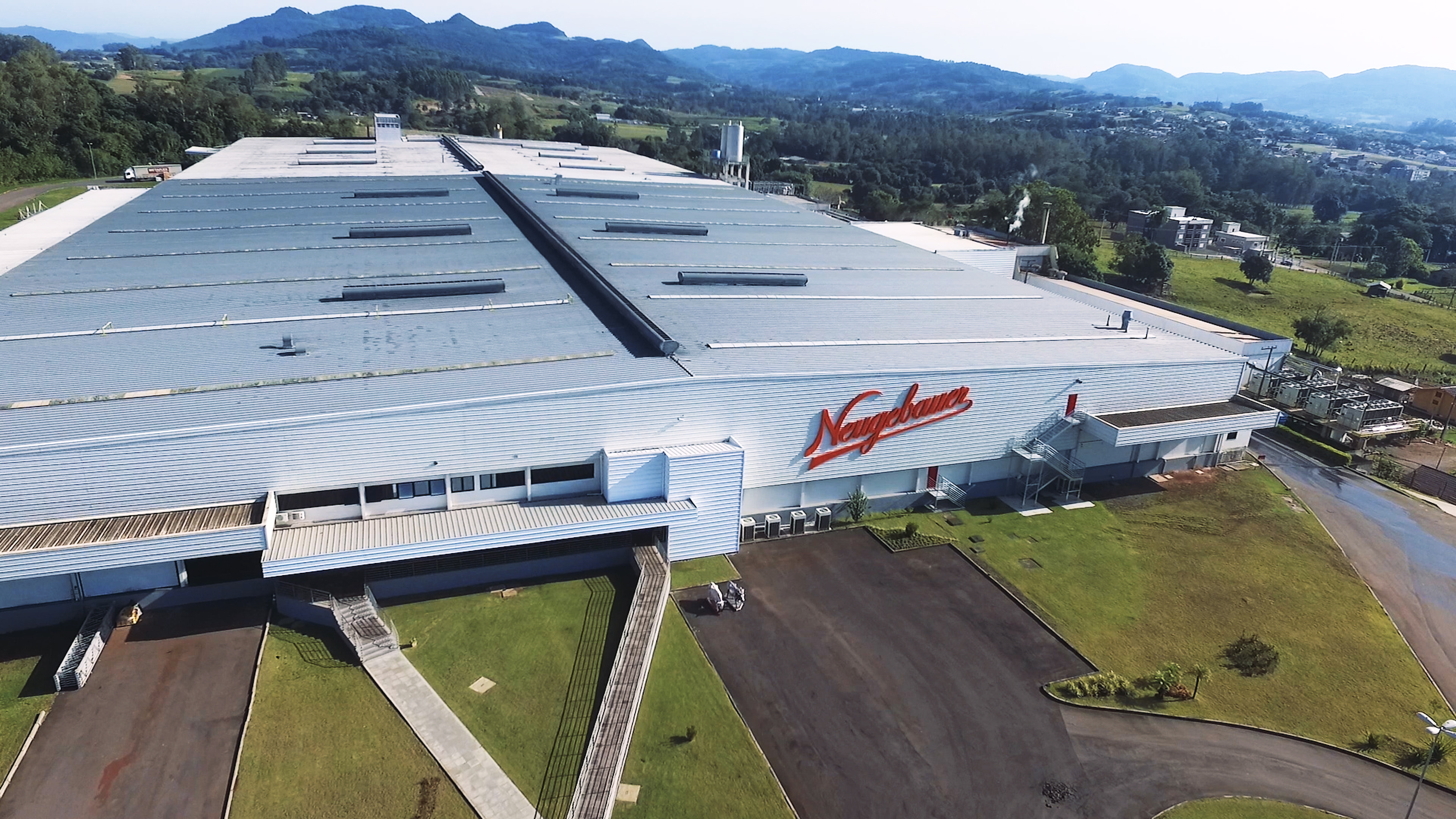
Neugebauer's hoofdkantoor in Arroio do Meio

Over industrie had Rio Grande do Sul in 2017 een industrieel bbp van R $ 82,1 miljard, wat overeenkomt met 6,9% van de nationale industrie. Er werken 762.045 werknemers in de industrie. De belangrijkste industriële sectoren zijn: bouw (18,2%), voeding (15,4%), industriële openbare nutsvoorzieningen, zoals elektriciteit en water (9,8%), chemicaliën (6,8%) en machines en uitrusting (6,6%). Deze 5 sectoren concentreren 56,8% van de industrie van de staat.
In de sector automobiel heeft de staat een fabriek van GM.
De lederen schoenensector (Schoenenindustrie) valt vooral op in Novo Hamburgo, Sapiranga en Campo Bom, en in vrijwel alle andere gemeenten in Vale dos Sinos. In 2019 produceerde Brazilië 972 miljoen paar. De export bedroeg ongeveer 10% en bereikte bijna 125 miljoen paar. Brazilië staat op de 4e plaats van de wereldproducenten, na China (dat meer dan 10 miljard paar produceert), India en Vietnam, en op de 11e plaats van de grootste exporteurs. Hier bevindt zich de grootste productiepaal van Brazilië. De Braziliaanse staat die het product het meest exporteert, is Rio Grande do Sul: in 2019 exporteerde het US $ 448,35 miljoen. Het merendeel van het product gaat naar Verenigde Staten, Argentinië en Frankrijk. De binnenlandse consumptie neemt een groot deel van de productie op. De staat heeft enkele van de belangrijkste fabrieken in Brazilië in de sector of heeft deze opgericht.
In Voedingsindustrie was Brazilië in 2019 de op een na grootste exporteur van bewerkte voedingsmiddelen ter wereld, met een exportwaarde van U $ 34,1 miljard. De omzet van de Braziliaanse voedings- en drankenindustrie in 2019 bedroeg R $ 699,9 miljard, 9,7% van het bruto binnenlands product van het land. In 2015 telde de industriële voedings- en drankensector in Brazilië 34.800 bedrijven (bakkerijen niet meegerekend), waarvan de overgrote meerderheid klein was. Bij deze bedrijven werkten meer dan 1.600.000 werknemers, waardoor de voedingsmiddelen- en drankenindustrie de grootste werkgever in de maakindustrie is. Er zijn ongeveer 570 grote bedrijven in Brazilië, die een groot deel van de totale omzet van de industrie samenbrengen. Rio Grande do Sul creëerde voedingsbedrijven van nationaal belang zoals de Neugebauer chocoladefabriek; Vinícola Aurora en Vinícola Salton, twee van de grootste wijnmakerijen van het land. en Camil Alimentos, eigenaar van onder meer het merk Açúcar União (het bekendste suikermerk van het land), Arroz Carretero (een van de bekendste rijstmerken in Brazilië).
De mechanische en metallurgische industrie komt ook aanzienlijk tot uitdrukking, vooral in Porto Alegre, Novo Hamburgo, São Leopoldo en Canoas, naast Gravataí, Sapucaia do Sul, Esteio en Sapiranga, die grote bedrijven in de sector hebben en die ook tot de Metropoolregio Porto Alegre behoren. Deze centra worden vergezeld door São Jerônimo, waar de staalfabriek Charqueadas is gevestigd. De staalfabriek Aços Finos Piratini staat in Charqueadas, dat eigendom is van Gerdau. Het is voornamelijk gericht op de auto-industrie.
In de metallurgische business heeft de staat een van de beroemdste bedrijven van het land, Tramontina, oorspronkelijk afkomstig uit Rio Grande do Sul en een beroemde fabrikant van messen, pannen, schoppen en diverse gebruiksvoorwerpen, die meer heeft meer dan 8.500 medewerkers en 10 productie-eenheden. Andere bekende bedrijven in de staat zijn Marcopolo, een fabrikant van buscarrosserieën, met een marktwaarde van R $ 2,782 miljard in 2015, en Randon, een groep van 9 bedrijven gespecialiseerd in oplossingen voor het transport, dat brengt fabrikanten van voertuigen, auto-onderdelen en weguitrusting samen - biedt werk aan ongeveer 11.000 mensen en realiseerde in 2017 een bruto-omzet van R $ 4,2 miljard.
Een ander industriegebied is het zogenaamde oude kolonisatiegebied, waarin de gemeenten Caxias do Sul, Garibaldi, Bento Gonçalves, Flores da Cunha, Farroupilha en Santa Cruz do Sul zijn geïntegreerd. De productieactiviteit wordt gekenmerkt door de productie van wijn en verwerking van agropastorale producten, zoals leer, reuzel, maïs, tarwe en tabak.
In de rest van de staat zijn er verschillende verspreide industriële centra, allemaal verbonden met de verwerking van agropastorale grondstoffen. In deze groep, Erechim, Passo Fundo, Santa Maria, Santana do Livramento, Rosário do Sul, Pelotas, Rio Grande en Bagé vallen op.